# Cédric Makiadi
Cédric Makiadi Mapuata (* 23. Februar 1984 in Kinshasa, Zaire) ist ein ehemaliger kongolesischer Fußballspieler und heutiger -trainer. In Deutschland war lange Zeit die Schreibweise Cedrick verbreiteter, die auch von seinem ehemaligen Verein, dem VfL Wolfsburg, verwendet wurde.

## Spielerkarriere
Der in Zaire, der heutigen Demokratischen Republik Kongo, geborene Makiadi spielt seit seinem neunten Lebensjahr Fußball. Über den Post SV Lübeck, den Eichholzer SV und den VfB Lübeck kam er 2002 zum VfL Wolfsburg. Dort besaß der technisch versierte Mittelfeldspieler ab der zweiten Saison einen Stammplatz in der Amateurmannschaft und kam auch in der Bundesliga auf zahlreiche Einsätze.

### VfL Wolfsburg
Am 34. Spieltag der Saison 2005/06 wurde Makiadi zum „Matchwinner“, als er im Spiel gegen den 1. FC Kaiserslautern beim Stand von 0:1 eingewechselt wurde und durch ein Tor sowie eine Torvorlage für Diego Klimowicz die Wende einleitete und somit Wolfsburg vor dem Abstieg in die 2. Bundesliga bewahrte. Stattdessen stieg Kaiserslautern ab. Die Fachzeitschrift Kicker kürte Makiadi daraufhin zum „Spieler des 34. Spieltages“. Im Jahr darauf war er Stammspieler und kam in 30 der 34 Bundesligapartien zum Einsatz.

### MSV Duisburg
In der Saison 2007/08 fand er allerdings keinen Platz mehr in der neuen, ambitionierten Mannschaft von Trainer Felix Magath und spielte kein einziges Mal in der ersten Mannschaft. Daraufhin wurde er im Sommer 2008 für ein Jahr zum Zweitligisten MSV Duisburg ausgeliehen. In Duisburg erzielte er am 5. Spieltag gegen Alemannia Aachen in der ersten Halbzeit einen Hattrick, wobei er je einmal mit dem Kopf sowie dem linken und rechten Fuß traf. Gemeinsam mit Benjamin Auer (Aachen) und Marek Mintál (Nürnberg) wurde Makiadi am Saisonende mit 16 Toren Torschützenkönig der 2. Bundesliga.

### SC Freiburg
Nach Abschluss der Saison 2008/09 verkündete Makiadi zunächst die Rückkehr zum neuen deutschen Meister VfL Wolfsburg, mit dem er noch einen Vertrag bis 2010 hatte. Schon wenige Tage später wurde sein Wechsel zum Bundesligaaufsteiger SC Freiburg bekannt gegeben. Sein erstes Pflichtspiel für den neuen Verein absolvierte er am 1. August 2009 in der ersten Runde des DFB-Pokals 2009/10 gegen die SV 07 Elversberg. Sein erstes Spiel in der Liga hatte er am ersten Spieltag gegen den Hamburger SV, am sechsten Spieltag machte er gegen Hertha BSC sein erstes Tor. Im März 2011 verlängerte Makiadi seinen Vertrag beim SC Freiburg vorzeitig bis mindestens 2013, über die genauen Vertragsinhalte wurde Stillschweigen bewahrt.

### Werder Bremen
Zur Saison 2013/14 wechselte Makiadi aufgrund einer Ausstiegsmöglichkeit seines Vertrages innerhalb der Liga zu Werder Bremen. Er unterschrieb einen bis zum 30. Juni 2016 laufenden Vertrag und traf auf Trainer Robin Dutt, mit dem er schon in Freiburg zusammengearbeitet hatte.

### Çaykur Rizespor
Am 27. August 2015 wechselte Makiadi in die türkische Süper Lig zu Çaykur Rizespor und spielte hier eine Spielzeit lang.

## Trainerkarriere
Anfang Januar 2018 kehrte Makiadi zu Werder Bremen zurück und wurde bei den B1-Junioren (U17) Co-Trainer von Sven Hübscher. Bereits im Februar 2018 rückte Hübscher als Cheftrainer zur zweiten Mannschaft auf. Makiadi assistierte fortan Christian Brand.
Zur Saison 2020/21 wurde Makiadi Cheftrainer der B2-Junioren in der zweitklassigen B-Junioren-Regionalliga Nord. Ende November 2021 unterstützte er Brand, der als Interimstrainer die Profimannschaft übernahm, als Co-Trainer. Sie betreuten die Zweitligamannschaft bei einer 1:2-Niederlage gegen Holstein Kiel und kehrten anschließend auf ihre angestammten Positionen zurück. 2023 schloss Makiadi die A+ Lizenz ab und wurde Trainer der U19 Werder Bremens. 2025 gewann er mit der Mannschaft den DFB-Pokal der Junioren.

## Nationalmannschaft
Sein erstes Länderspiel für die kongolesische Nationalmannschaft bestritt er am 2. Juni 2007 in der Qualifikation zum Afrika-Cup in Addis Abeba gegen Äthiopien. Bei der 0:1-Niederlage wurde er in der 64. Minute ausgewechselt.

## Erfolge
- Torschützenkönig 2008/09 in der 2. Bundesliga (16 Tore)